# Ken Hisatomi
Ken Hisatomi (født 29. september 1990) er en japansk fodboldspiller, som spiller for den japanske fodboldklub Blaublitz Akita.